# Gintama
Gintama (銀魂 lit. «Alma plateada»?) es una serie de manga escrita e ilustrada por Hideaki Sorachi. Su adaptación a serie de anime fue dirigida por Shinji Takamatsu desde el episodio uno hasta el ciento cinco y por Yōichi Fujita desde el episodio cien en adelante. La obra tiene lugar en Edo —antiguo nombre que recibía la ciudad de Tokio—, la cual ha sido conquistada por unos extraños seres alienígenas llamados «Amanto». El manga narra las aventuras de un samurái conocido como Gintoki Sakata, quien trabaja de forma independiente junto con sus amigos Shinpachi Shimura y Kagura. Sorachi comentó que la serie está basada en dos one-shots que había realizado en 2003 para la revista Shōnen Jump. Asimismo, explicó que le había incorporado ciencia ficción al material para que el desarrollo de los personajes fuera «a su gusto».
El manga comenzó a publicarse en diciembre de 2003 por la editorial Shūeisha en la revista semanal Shōnen Jump y concluyó el 20 de junio de 2019, recopilando en total setenta y siete volúmenes en formato tankōbon. Posteriormente, fue adaptado a una animación original de solo un episodio con el mismo nombre, la cual fue producida por Sunrise y se estrenó en la Jump Festa de 2005. Esto fue seguido por la versión en anime producida por la misma compañía que la animación original; el anime se empezó a emitir en Japón desde abril de 2006 hasta que finalizó en marzo de 2010 en la cadena televisiva TV Tokyo, alcanzando los 201 episodios divididos en cuatro sagas. Una segunda animación original, titulada «Gintama: Shiroyasha Kotan», se publicó en el Jump Festa de 2008. Asimismo, en abril de 2010 se estrenó una película llamada «Gintama: Shinyaku Benizakura-Hen». Una vez que finalizó el anime, Sunrise inició la producción de otro, esta vez bajo el título de Gintama', el cual se estrenó en Japón el 4 de abril de 2011 y finalizó el 26 de marzo de 2012 con cincuenta y un episodios. No obstante, una continuación de esta misma serie se emitió entre octubre de 2012 y marzo de 2013. La obra también ha sido adaptada a una novela ligera, múltiples videojuegos y varios libros suplementarios. Recientemente TV Tokyo comenzó a transmitir varios episodios de la obra bajo el título de Yorinuki Gintama-san, cosiderando que eran los mejores episodios de la serie.
Tanto el anime como el manga han alcanzado un gran éxito dentro y fuera de Japón. En una clasificación publicada por TV Asahi sobre los cien mejores anime del 2006, la serie alcanzó el vigésimo segundo puesto. Asimismo, en otra clasificación, este sobre los manga más vendidos de Japón en el 2009, Gintama alcanzó el quinto puesto, con más de 4 700 000 copias vendidas de los volúmenes, tan solo superado por One Piece, Naruto, Bleach y Fullmetal Alchemist, respectivamente; mientras que en 2008 ocupó el décimo puesto con aproximadamente 2 300 000 copias vendidas. En abril de 2010, Gintama fue calificado como el decimotercer anime más popular de abril de 2009 y marzo de 2010 por Animage.

## Argumento

### Sinopsis

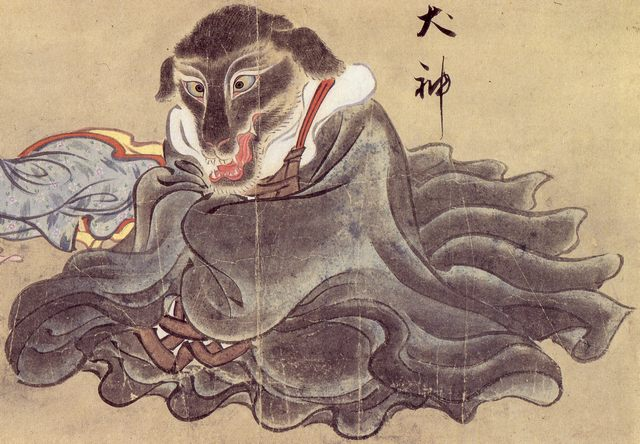
Imagen de un inugami, el mismo tipo de criaturas a las que pertenece Sadaharu.

La historia tiene lugar en Edo —antiguo nombre por el cual era conocida la ciudad de Tokio—, la cual ha sido conquistada por unos extraños seres extraterrestres llamados «Amanto» (天人 lit. «Gente del cielo»?). Los samuráis de entonces lucharon contra los invasores, pero los Amanto los derrotaron y prohibieron a todas las personas de la ciudad portar espadas. La obra se centra en las aventuras de un samurái de cabello plateado conocido como Gintoki Sakata, quien ayuda a un adolescente llamado Shinpachi Shimura a salvar a su hermana de un grupo de alienígenas que querían hacerla parte de un burdel. Impresionado con Gintoki, Shinpachi decide convertirse en su aprendiz y trabajar con él como un profesional independiente a fin de poder pagar la renta mensual del alquiler de Gintoki.
Más tarde, ambos rescatan a una joven extraterrestre llamada Kagura de un grupo yakuza que querían utilizar su fuerza sobrehumana para matar personas. Después de esto, Kagura decide unirse a Gintoki y Shinpachi para trabajar por su propia cuenta, y los tres se hacen llamar «Yorozuya» (万事屋 lit. «Hacemos de todo»?). En ocasiones, haciendo su trabajo suelen encontrarse con la fuerza policial Shinsengumi, aunque normalmente estos son aliados del grupo. Asimismo, en el desarrollo de la serie van apareciendo múltiples personajes, como Kotaro Katsura, un revolucionario que mantiene una relación amistosa con Gintoki y sus amigos a pesar de sus ambiciones de destruir al shōgun, y Shinsuke Takasugi, quien actúa como el antagonista principal de toda la serie e igualmente quiere destruir al shōgun pero de una manera más violenta que Katsura.

### Temática y estilo
El objetivo principal de Sorachi en Gintama es el uso de la «comedia»; sin embargo, después de la difusión del manga el autor comenzó a añadir más material dramático a la historia, aunque siempre manteniendo la temática principal. Varios de los chistes que se observan en el manga son los comentarios que hacen los mismos personajes referentes a la historia, es decir, rompiendo la «cuarta pared». Un ejemplo claro de ello es en el primer capítulo, después que Gintoki lucha contra un grupo de extraterrestres para proteger a Shinpachi y su hermana, donde Shinpachi se queja porque solo había luchado en «una página» y Gintoki responde que «una página le toma mucho tiempo a un mangaka». También existen otros tipos de situaciones cómicas, pero estas son más generales, de modo que el lector tendría que conocer la cultura japonesa para poder comprenderlas. El humor de la obra ha sido descrito por algunos revisores como «extraño» y «raro», y se considera dividido en dos categorías: «el humor en la ciencia ficción» —refiriéndose a los alienígenas— y «comedia samurái».
La comedia tiende a señalar «una obsesión hacia la sociedad moderna», incluidos algunos días festivos y personajes mítico famosos, además de referencias sobre personajes que están basados en otros históricos. Asimismo, la invasión de los extraterrestres en el Japón ficticio ha traído varios problemas sociales a los seres humanos, principalmente por la falta de igualdad social.

## Personajes principales
A continuación se describirán brevemente a los personajes principales de la serie y se nombrarán a los seiyū de la versión original japonesa:
- Gintoki Sakata (坂田銀時 Sakata Gintoki?) es un samurái reconocido normalmente por su buena apariencia y por su cabello rizado natural, al que menudo acusa de ser la fuente de algunas de sus desgracias.[18] Vive con Shinpachi, Kagura y Sadaharu, con quienes trabaja «para hacer del mundo un lugar mejor» y para poder pagar el alquiler de su casa.[26] En la guerra separatista del Edo, Gintoki era conocido como el «Demonio blanco» (白夜叉 Shiroyasha?) debido a su cabello de color plata.

- Shinpachi Shimura (志村新八 Shimura Shinpachi?) es un adolescente que se une a trabajar con Gintoki para aprender las costumbres del samurái. A pesar de que comúnmente critica el comportamiento perezoso de Gintoki, Shinpachi lo considera una persona muy importante de la misma manera que lo es Kagura.[27] Shinpachi se considera a sí mismo un personaje cómico y tiende a tomar eso como algo importante.[28]

- Kagura (神楽?) es una joven extraterrestre de fuerza sobrehumana y la segunda persona que se une a trabajar de forma independiente con Gintoki en la serie. Tiene una relación con Gintoki como la de un padre con su hija y a menudo imita los malos hábitos de este.[29] Asimismo, Kagura suele comer de todo y parece tener un hambre insasiable y también procura ser muy protectora con Gintoki y también cariñosa, refiriéndose a él normalmente como «Gin-chan».[30]

- Sadaharu (定春?) es un inugami que había sido abandonado por un par de hermanas miko, quienes lo dejaron por problemas económicos. Más tarde, es recogido por Kagura, que le da un nombre y se vuelve su mascota. Al parecer, Kagura es la única que puede controlarlo debido a su gran fuerza.[31] La mayoría de las veces Sadaharu ayuda a los otros personajes principales con sus problemas. Después de cierto tiempo, incluso Gintoki —que originalmente no quería a Sadaharu a su alrededor— se niega devolverlo a las hermanas miko.[32]

## Producción

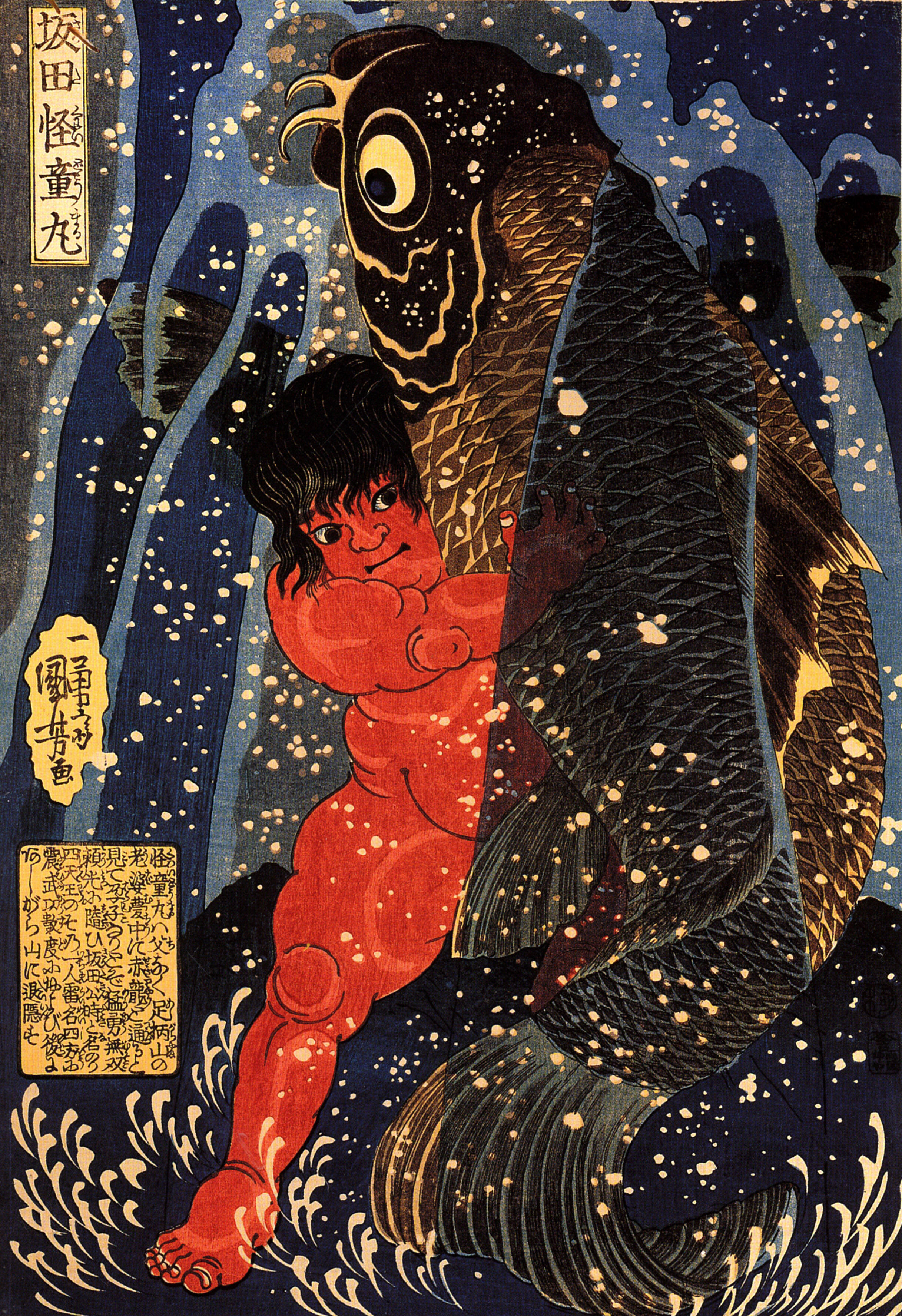
Kintarō fue usado como inspiración para crear a varios personajes de la obra.

La obra está basada en dos one-shots que el autor había realizado en 2003 para la revista Shōnen Jump. A pesar de que se preparaba para escribir su primer manga, su editor le sugirió crear uno basado en los Shinsengumi (新選組?); Sorachi trató de crear la serie inspirándose en los Shinsengumi, pero al final no pudo conseguir nada fuera de lo normal. En lugar de abandonar por completo la idea de centrarlo en el Japón antiguo, comenzó a crear su propia historia, añadiendo elementos de ciencia ficción en el desarrollo de muchos personajes haciendo que así fuera «a su gusto». Aunque Sorachi consideró que los one-shots «serían muy pobres», la creación de uno de ellos le sirvió para añadir en Gintama a los personajes extraterrestres. El autor tenía pocas esperanzas de que el manga se hiciera popular, ya que muchas personas le decían que no superaría los dos volúmenes. Además, una vez que se publicó el tercer volumen, el mangaka descubrió que no tenía «material nuevo para utilizar».
El título original de la obra iba a ser «Yorozuya Gin-chan» (万事屋銀ちゃん?), como el grupo de trabajadores independientes de Gintoki. No obstante, no tuvo ningún impacto sobre Sorachi y después de un largo debate, decidió titularla «Gintama». El capítulo piloto tuvo un argumento diferente al de la obra original, ya que en él Shinpachi y Gintoki se habían reunido al principio de la historia y había más Shinsengumi basados en Harada Sanosuke. Como todos esos Shinsengumi eran una cantidad mayor que los personajes más recurrentes de la serie, Sorachi decidió quitarlos, pues no le parecían divertidos.
Los personajes principales originalmente fueron creados como Toshiro Hijikata, el vicecomandante de los Shinsengumi de la serie, debido a que Sorachi es fanático de ellos, especialmente de Hijikata Toshizō, después de haber visto la película Burn! Sword!. Asimismo, el autor mencionó que la mayoría de los personajes están basados en Edo, mientras que otros se basan en el héroe del folclore japonés Sakata no Kintoki. Sorachi comentó que cuando trabajaba en los capítulos tenía frecuentes inconvenientes para terminar de escribirlos, entregándoselo a su supervisor antes de que pudiera revisarlos. También añadió que a pesar de que había explicado en otras ocasiones que algunas de sus ideas son «aleatorias», suele centrarse en hechos que estén relacionados con el manga. Sin embargo, cuando tiene problemas con una idea, normalmente lo ayuda su editor.

## Contenido de la obra

### Manga
El manga de Gintama comenzó a publicarse en diciembre de 2003 por la editorial japonesa Shūeisha en la Shōnen Jump, revista en la cual se editó hasta el 15 de septiembre de 2018. Se transfirió a la Jump GIGA y se publicó allí entre diciembre de 2018 y febrero de 2019. Después de eso, pasó a editarse en una aplicación gratuita llamada «Gintama app» y el capítulo final se publicó el 20 de junio de 2019. La serie acabó en el volumen 77, que fue lanzado el 2 de agosto. El primer tankōbon —el formato de los volúmenes— de la serie fue difundido el 2 de abril de 2004, mientras que el quincuagésimo fue difundido el 4 de julio de 2013. Asimismo, Shūeisha ha publicado varios de los capítulos de Gintama en la página web oficial de Shōnen Jump. La obra también ha dado lugar a una novela ligera y varios libros suplementarios.
En una clasificación sobre los manga más vendidos de Japón en 2009, Gintama alcanzó el quinto puesto, con más de 4 700 000 copias vendidas, superado solamente por One Piece, Bleach, Naruto y Fullmetal Alchemist, respectivamente; mientras que en el 2008 ocupó el décimo puesto con aproximadamente 2 300 000 copias vendidas. Para el 2011 Gintama logró ocupar el sexto lugar con más de 4 400 000 ventas. Del volumen veinticuatro se lograron vender más de quinientos mil ejemplares, convirtiéndose en el trigésimo cuarto manga mejor vendido en Japón; los volúmenes veintitrés y veinticinco también lograron alcanzar un número de ventas similar. La versión en español del manga es publicada por Editores de Tebeos —antiguamente conocida como Ediciones Glénat— en España.

### Anime

#### Gintama
| Directores           | Shinji Takamatsu (1—105) Yoichi Fujita (100—) |
| Creador original     | Hideaki Sorachi                               |
| Composición y guion  | Akatsuki Yamatoya                             |
| Diseño de personajes | Shinji Takeuchi                               |
| Dirección artística  | Yuki Nomura                                   |
| Diseño de color      | Tsuko Utakawa                                 |
| Edición              | Megumi Uchida Rie Matsuhara Takeshi Seyama    |
| Efectos especiales   | Taeko Tobita                                  |
| Dirección de sonido  | Katsuyoshi Kobayashi                          |
| Efectos de sonido    | Akiko Mutō                                    |
| Música               | Eiichi Kamagata                               |

El anime fue producido por Sunrise y dirigido por Shinji Takamatsu desde el episodio uno hasta el ciento cinco y por Yoichi Fujita desde el episodio cien hasta su final. Aunque en enero de 2009 Fujita había mencionado que no iba a trabajar en la cuarta saga de la serie, al siguiente mes se confirmó que el anime correría a su cargo.
Esta adaptación se comenzó a emitir en Japón el 4 de abril de 2006 hasta que finalizó el 25 de marzo de 2010 por la cadena televisiva TV Tokyo, llegando a alcanzar los 201 episodios divididos en cuatro sagas. Las sagas también han sido lanzadas a la venta en DVD por Aniplex en su país de origen; se difundieron trece volúmenes con el formato mencionado de la primera saga entre el 26 de julio de 2006 y el 26 de junio de 2007. La segunda saga también fue publicada en un conjunto de trece volúmenes entre el 25 de julio de 2007 y 23 de julio de 2008. La tercera saga fue publicada con la misma cantidad de volúmenes entre el 27 de agosto de 2008 y el 26 de agosto de 2009. Por su parte, los DVD de la cuarta temporada comenzaron a ser publicados desde el 28 de octubre de 2009. En una clasifica publicada por TV Asahi sobre los cien mejores anime del 2006, la serie alcanzó el vigésimo segundo puesto. En abril de 2010, Gintama fue calificado como el decimotercer anime más popular entre abril de 2009 y marzo de 2010 por Animage.
Para la misma fecha, TV Tokyo comenzó a transmitir varios episodios de Gintama bajo el título de Yorinuki Gintama-san (よりぬき銀魂さん?  lit. «Lo mejor de Gintama»), siendo «lo mejor de...» una parodia del anime Sazae-san. Además de su emisión en alta definición, se crearon nuevos temas de apertura y temas de cierre. Posteriormente, un nuevo anime de Gintama se comenzó a transmitir en TV Tokyo desde el 4 de octubre de 2012, el cual se tratará de nuevos episodios. En España Gintama es retransmitido por Canal Extremadura.
Otras cadenas que emiten la serie son I.Sat (América Latina), MTV Italia (Italia) y ABS-CBN (Filipinas).

#### Gintama'
En marzo de 2010, Yoichi Fujita dejó de dirigir el anime hasta que el personal obtuviera el material suficiente para seguir trabajando. Shinji Takamatsu —el anterior director— comentó que «no ha acabado ¡Ni siquiera ha comenzado aún! Definitivamente volverá». Además, en diciembre de ese mismo año, Shūeisha declaró que el anime de Gintama se reanudaría en abril de 2011. Gintama' (銀魂’?) fue el título que se le dio a esta secuela, la cual se estrenó en Japón el 4 de abril de 2011. El primer DVD de esta serie fue lanzado a la venta el 27 de julio de 2011. Por otra parte, el vigésimo sexto episodio de esta secuela contó con un crossover especial con la serie Sket Dance. Esta secuela finalizó el 26 de marzo de 2012 con un total de cincuenta y un episodios. No obstante, el 4 de octubre de 2012 se comenzó a transmitir una continuación de este anime, que concluyó definitivamente el 28 de marzo de 2013 con trece episodios.

### Animaciones originales
Existen un total de dos animaciones originales de Gintama producidas por Sunrise y ambas publicadas durante el Jump Festa. La primera con el mismo título de la serie original, contó de un solo episodio formado por varias historias que pretendían mostrar a los personajes de la obra; fue publicada en el Jump Festa de 2005. La segunda animación, esta llamada «Gintama: Shiroyasha Kotan» (白夜叉降誕?), igualmente de un solo episodio, se centra en la guerra entre los extraterrestres Amanto y los samuráis. Más tarde se reveló que fue un tráiler de una película que se había cancelado; fue publicada en el Jump Festa de 2008. El 30 de septiembre de 2009 un DVD titulado «Gintama Jump Anime Tour 2008 & 2005» fue difundido por Aniplex, el cual contiene un video las dos animaciones de la serie.

### Spin-off
Se anunció una adaptación al anime de la novela ligera derivada Class 3Z Ginpachi-sensei en el evento Gintama Ato no Matsuri el 19 de marzo de 2023. Se estrenará en TV Tokyo en 2025. La serie es producida por Bandai Namco Pictures y dirigida por Natsumi Higashida. Makoto Moriwaki es el director principal, Kazuyuki Fudeyasu y Mitei Mark II se encargan de la composición de la serie, y Shinji Takeuchi es el diseñador de personajes y director de animación. Audio Highs compone la música. Su estreno está previsto en TV Tokyo para octubre de 2025.

### Películas
En octubre de 2009, Warner Bros. registró la página web de dominio en Internet «Gintama-movie.com», aunque no confirmó si la película sería realizada. En la edición número cincuenta y ocho de la revista Shōnen Jump de 2009, se confirmó el desarrollo de dicha película con la frase «Gintama Wasshoi Matsuri!», siendo «Wasshoi» un grito de guerra utilizado comúnmente en los festivales de Japón. Antes del estreno de la película, un festival llamado «Gintama Haru Matsuri 2010» (銀魂 春祭り2010?  lit. «Gintama: festival de primavera») tuvo lugar en la arena Ryōgoku Kokugikan de Ryōgoku en marzo de 2010. Allí, los primeros tres minutos de la película fueron mostrados a la audiencia. El DVD de este evento fue lanzado a la venta el 6 de abril de 2011. Posteriormente, se logró estrenar la película el 24 de abril de 2010, y fue titulada «Gintama: Shinyaku Benizakura-Hen» (銀魂 新訳紅桜篇?); la trama de esta es una continuación de la historia de la serie, en la que Kotaro Katsura había sido atacado por un miembro del ejército Kiheitai y «Yorozuya» empieza a buscarlo. El filme contó con las canciones «Bakuchi Dancer» (バクチダンサー?) y «Boku Tachi no Kisetsu» (僕たちの季節?) de la banda japonesa Does como temas musicales. Además, obtuvo más de $2.118.342 durante sus primeros días de haber sido estrenada.
En agosto de 2012, Shōnen Jump, la revista donde es publicada la serie de manga, anunció que una segunda película sería estrenada en el 2013, con un guion escrito por el mismo autor de la obra, Hideaki Sorachi. La película se estrenó el 6 de julio de 2013 con el título «Gintama: Kanketsu-hen - Yorozuya yo Eien Nare» (劇場版 銀魂 完結篇 万事屋よ永遠なれ?), y narra las aventuras de Gintoki, quien viaja a un futuro donde tiene ocuparse de un misterioso grupo de villanos. La película contó con dos temas: «Genjō Destruction» (現場ディストラクション?) de SPYAIR y «Pray» de Tommy heavenly6. Según Yoichi Fujita, el director, "si Gintama: Kanketsu-hen - Yorozuya yo Eien Nare resulta ser un éxito, evaluará la posibilidad de producir una continuación".
El 8 de enero de 2021, se estrenó la película final que adaptó los capítulos restantes del manga (estos siendo del 699 al 704) que no tuvieron oportunidad de ser incluidos en la última temporada animada. La película se estrenó bajo el título de Gintama: THE FINAL. Solo en Japón, recaudó 1 900 000 000 de yenes (aproximadamente 18 millones de dólares). La película fue estrenada en 10 países aparte de Japón, de los cuales se encuentran Corea del Sur, Vietnam, Macao, Emiratos Árabes Unidos, Taiwán, Singapur, Indonesia, Hong Kong Estados Unidos y Canadá.
La premisa de la película se basa en contar la batalla final que se realiza en la terminal de Edo, lugar donde el Tendoushuu intenta revivir a Utsuro para lograr la inmortalidad que han estado buscando durante bastante tiempo, sin embargo, Gintoki, Takasugi y Katsura están listos para evitarlo a toda costa. A la vez que intentan lograr su objetivo, varios personajes conocidos se unen a ellos para detener a los amanto de una vez por todas.

### Película de acción real
En junio de 2016, Shūeisha anunció que la serie tendría una adaptación en imagen real de la serie. Se estrenó el 14 de julio de 2017. La dirección de la película, así como el guion, estuvo a cargo de Yūichi Fukuda. La película está protagonizada por Shun Oguri como Gintoki Sakata, junto con Kanna Hashimoto como Kagura y Masaki Suda como Shinpachi Shimura. La película sigue un recuento del exitoso arco de Benizakura de la franquicia en el que Kotaro Katsura es atacado por un miembro del ejército Kiheitai, y Odd Jobs Gin comienza a buscarlo.
Una secuela de la acción en vivo fue anunciada en noviembre de 2017 por el director Yuichi Fukuda y Shun Oguri y estaba programada para estrenarse en el verano de 2018. En abril de 2018, se anunció que Shun Oguri, Kanna Hashimoto y Masaki Suda retomarían su roles como Gintoki, Kagura y Shinpachi respectivamente. La película también recibió un título provisional de Gintama 2 (Kari) o Gintama 2 (Título temporal), que finalmente fue sustituido por el nombre final, quedando como "Gintama 2: Okite wa Yaburu tame ni koso Aru" ("Gintama 2: las reglas están hechas para romperse"). La película se estrena el 17 de agosto de 2018, recaudando 280 millones de yenes en su primer día, vendiendo un millón de entradas en solo 7 días.
A la par del lanzamiento de la película, también se estrenó una miniserie de 3 episodios llamada "Gintama 2 - Yonimo Kimyou na Gintama-chan" ("Gintama 2: El extraño e inusual Gintama chan"), por dTV. Los 3 episodios serían revelados uno por semana, a partir del 18 de agosto. Los nombres de los mismos serían 1. "No puedo dormir". 2. "Hijikata deja de fumar". 3. “No importa la edad que tengas, odias ir al dentista” Tras una semana de haber salido, el primer episodio alcanza las 4 millones de reproducciones.

### Banda sonora
La banda sonora de Gintama está compuesta por Eiichi Kamagata y es publicada por Audio Highs. El primer disco compacto recopilado, «Gintama Original Soundtrack», fue difundido en Japón el 27 de septiembre de 2006 y contenía un total de treinta y seis pistas, incluidos algunos temas de apertura y temas de cierre. Esto fue seguido por el segundo disco compacto, «Gintama Original Soundtrack II» que fue publicado el 11 de noviembre de 2007 y constó de cuarenta pistas con algunos temas de apertura y cierre, aunque no fueron emitidos en la serie animada. Dos años después, el 24 de junio de 2009, fue publicado el tercer disco —y último hasta ahora—, «Gintama Original Soundtrack III», que contenía veintiocho pistas, además del tema «Dondake! Gintaman» (どんだけー! ギンタマン?), el cual se utilizó como broma en el episodio cien de la serie. Aparte de la banda sonora del anime, el 25 de marzo de 2009 se publicó «Gintama Best» (銀魂 BEST?), que incluye la versión completa de los primeros cinco temas de apertura y los primeros nueve temas de cierre de la serie. Adicionalmente, constó de un DVD con los videos de estos temas musicales pero sin créditos de cierre. Asimismo, un álbum titulado «Gintama Best 2» (銀魂 BEST 2?) fue publicado el 22 de junio de 2011. Al igual que el anterior, este contó con los siguientes temas de apertura y de cierre de la primera serie de anime, junto con el DVD adicional de sus respectivos videos.

### Videojuegos
Como con varias otras series, se han creado numerosos videojuegos de Gintama y estos han aparecido en diferentes tipos de consolas. Para PlayStation 2 se publicó un videojuego titulado Gintama: Gin-san to Issho! Boku no Kabuki-chō Nikki (銀魂 銀さんと一緒!ボクのかぶき町日記?), el 30 de agosto de 2007. También se publicó uno para Wii, Gintama: Yorozuya Chūbu Tsukkomaburu Dōga (銀魂 万事屋ちゅ〜ぶ ツッコマブル動画?), el 25 de octubre de 2007. Asimismo, se publicó uno para Nintendo DS, Gintama: Gintama Kuesuto Gin-san ga Tenshoku-shitari Sekai o Sukuttari (銀魂 銀玉くえすと 銀さんが転職したり世界を救ったり?), el 6 de diciembre de 2007. Otros dos videojuegos para Nintendo DS se publicaron el mismo año, Gintama: Dīesu Yorozuya Daisōdō! (銀魂でぃ〜えす・万事屋大騒動!?) y Gintama: Gintoki vs Hijikata!? Kabuki-cho Gitama Daisōdatsusen!! (銀魂 銀時vs土方!? かぶき町銀玉大争奪戦!!?).
Además, varios de los personajes de Gintama aparecen en videojuegos como Jump Super Stars, su secuela, Jump Ultimate Stars y J-Stars Victory VS ; ambos son juegos donde luchan con una gran cantidad de personajes de otros manga publicados por Shōnen Jump.

### Novelas y guías
Gintama ha sido adaptado a una novela ligera de cinco volúmenes escrita por Tomohito Osaki, ilustrada por Hideaki Sorachi —el mismo autor de la serie— y publicada por la editorial Shūeisha. La novela, titulada «3-Nen Z-Gumi Ginpachi-sensei» (3年Z組銀八先生?), narra las aventuras de los personajes de la obra en un ambiente escolar y con Gintoki como maestro. El primer volumen de la adaptación fue difundido el 3 de febrero de 2006, mientras que el quinto volumen, el 4 de abril de 2011.
Asimismo, la serie cuenta con varias guías, tanto como para el manga y como para el anime. La primera guía del manga, «Gintama Official Character Book - Gin Channel!» (銀魂公式キャラクターブック｢銀ちゃんねる!｣?), fue publicada el 4 de abril de 2006 por Shūeisha y cuenta con una entrevista exclusiva de Hideaki Sorachi y parches de los personajes principales así como información sobre estos. La segunda guía, «Gintama Official Character Book 2 - Fifth Grade» (銀魂公式キャラクターブック2 ｢銀魂五年生｣?), fue lanzada a la venta el 5 de mayo de 2009; al igual que la guía anterior, esta también contiene una entrevista de Sorachi e información de nuevos personajes que habían aparecido en la serie desde el lanzamiento de la primera guía. La primera guía para el anime, «Gintama Official Animation Guide "Gayagaya Box"» (オフィシャルアニメーションガイド 銀魂あにめガヤガヤ箱?), fue difundida el 4 de abril de 2008 para celebrar la emisión del centésimo episodio, además que posee comentarios de los actores de voz japoneses. Esto fue seguido por otra guía, «Official Animation Guide Gintama Anime Paraparakan» (オフィシャルアニメーションガイド　銀魂あにめパラパラ館?) el 5 de abril de 2011. Un conjunto de tres guías sobre personajes del anime tituladas «Gintama Character Book» (銀魂キャラクターズブック Gintama Kyarakutazu Bukku?), también fue publicada en Japón en el 2010.

## Recepción
Tanto el anime como el manga de Gintama han alcanzado un gran éxito dentro y fuera de Japón. En un ranking publicado por TV Asahi sobre los cien mejores anime del 2006 sobre la base de una encuesta on-line, la serie alcanzó el vigésimo segundo puesto; igualmente, en otro ranking sobre los manga más vendidos de Japón en 2009, Gintama alcanzó el quinto puesto con más de 4 700 000 copias vendidas, tan solo lo superado por One Piece, Naruto, Bleach y Fullmetal Alchemist respectivamente; en 2008 ocupó el décimo puesto con aproximadamente 2 300 000 copias vendidas. En el mismo año, Gintama también apareció en dos encuestas realizadas por Oricon, en las cuales ocupó el primer puesto en la categoría del «manga más divertido» y el quinto en el «manga más interesante». En otra encuesta de 2009, la obra fue clasificada como la sexta serie de manga que podría ser adaptada a una película en imagen real. Para el 2011, la obra logró ocupar esta vez el sexto lugar de los manga mejores vendidos con más de 4 400 000 ventas.
Asimismo, diversas publicaciones de diferentes medios han servido para elogiar y criticar la serie. Carlo Santos de Anime News Network comentó que el manga era una «comedia única en su tipo», pero por otra parte criticó que la serie era «muy difícil de seguir» cuando hay escenas rápidas. Los chistes sobre el shōnen también fueron elogiados por el revisor de About.com, Deb Aoki, quien, al igual que Santos, consideró a la serie como «un manga que nos distrae de una manera considerable». Los diseños de los personajes fueron apreciados por sus variaciones, incluyendo a los extraterrestres que aparecen en la obra. Katherine Dacey de Pop Culture Shock señaló que «esos personajes añaden un interés visual y vida a cada uno de sus paneles en la historia, manteniendo al lector entretenido en el desarrollo de la serie». No obstante, Michael Aronson, revisor de Manga Life, criticó el escaso número de personajes alienígenas y que algunos capítulos se centren mucho en las luchas. La adaptación al anime también ha aparecido en varios ranking de las televisiones japonesas; en agosto de 2008, TV Tokyo anunció que Gintama y Naruto «contribuyeron a grandes ventas en el extranjero», y en una encuesta realizada por Puff, Gintama ocupó la categoría mejor animación. El DVD de las animaciones originales de la serie, Gintama Jump Anime Tour 2008 & 2005, se convirtió en la animación en formato DVD más vendida en Japón durante el 2009, con un total de 61 226 unidades vendidas después de dos semanas de haber sido estrenado.
El anime ha sido distinguido con el voto de los fanáticos como el "Anime Más Popular" en la edición de 2016 de los Tokyo Anime Awards.